# Aldersna
Aldersna (auch Alderes genannt) ist der Name eines ostfriesischen Adelsgeschlechtes, das seinen Stammsitz auf einer Burg in Westlintel bei Norden hatte. Regionale Bedeutung hatten die Aldersna zu einer Zeit, in der die egalitären Strukturen der Friesischen Freiheit zerfielen. An ihre Stelle traten Häuptlinge, die aus den Reihen der Großgrundbesitzer stammten, über befestigte Häuser verfügten sowie durch Heiratspolitik und kriegerische Auseinandersetzungen ihren Macht- und Einflussbereich zu vergrößern suchten.

## Name
Aldersna ist ein patronymisch gebildeter Sippenname, der auf einen Ahnherrn namens Alder[t] (abgeleitet von Adalhart) verweist. Das -s- im Familiennamen zeigt vermutlich eine verkürzte Genitivendung (-es > s an; vergleiche die alternative Schreibweise Alderes), während die Endung -na im ostfriesischen Raum eine Zugehörigkeit zum Ausdruck bringt. Aggo Aldersna, ein Abkömmling des norderländischen Geschlechts, wäre demnach also einer von denen, die nach Alder[t] genannt sind.

## Bedeutung
Über den Ursprung der edlen Familie Aldersna schweigen die Quellen. Sie tritt erst ab der zweiten Hälfte des 13. Jahrhunderts ins Licht  der ostfriesischen Regionalgeschichte. Ihre Angehörigen waren mit zahlreichen Adelsfamilien des Norderlandes verwandt, darunter auch mit der Familie tho Wicht(e) und Lintel. Ihr Stammsitz befand sich in Lintel, dem ältesten Siedlungsgebiet auf der Norder Geestinsel. Während die Adelsfamilie der Itzinga ihren Herd im Osten der Bauernschaft errichtet hatte, waren die Aldersnas in Westlintel ansässig. Ihr befestigter Stammsitz war Teil eines Burgenringes, der sich um den Norder Marktplatz gelegt hatte und dessen „frühe Herausbildung [...] vornehmlich aus einem erhöhten Sicherheitsbedürfnis herzuleiten [ist], denn Norden besaß ebenso wie Leer keine Befestigungsanlagen wie Wälle, Mauern, Tore“.
Drei Vertreter der Familie Aldersna waren als consules von der Mitte des 13. bis zum Anfang des 14. Jahrhunderts Mitglieder der Leitungsgremien des Norderlandes. Der wohl Bekannteste unter ihnen war Aggo Aldersna. Er unterschrieb 1255 mit weiteren Mitunterzeichnern den Norder Vertrag, in dem Handelsbeziehungen zwischen der Stadt Bremen und den ostfriesischen Gauen Norderland und Emisgonien ihre rechtliche Grundlage erhielten. Bei dem Vertrag handelt es sich außerdem um die erste urkundliche Erwähnung Nordens. Um 1277 findet sich mit Edo ein weiterer Konsul aus der Familie Aldersna im Norder Magistrat. Um 1300 war Konsul Martin Aldersna gemeinsam mit seinen Kollegen Keno Kenesna und Meno Mogena bei einer im Kloster Norden stattfindenden Ordensversammlung der Dominikaner zu Gast.

## Burg Westlintel
Der Burgenbau in und um Norden begann gegen Ende des 13. Jahrhunderts. Die Olde Borg – wohl die früheste Anlage ihrer Art in Norden – wurde um 1285 errichtet. Hinter dem Bau stand aber vermutlich keine spezielle Adelsfamilie, sondern die drei sogenannten Vreedmannen (= Friedensrichter) mit ihrem Sprecher („orator“), welche ab 1277 neben den consules den „neuen Magistrat“ und damit die Verwaltungsspitze des Norderlandes bildeten. Nur wenig später folgten die Aldersna. Sie gehörten im Norderland zu den ersten Familien, die eine „Burg“ besaßen. Dabei darf man allerdings nicht an ein Gebäudeensemble denken, das durch Wehrmauern, breite Wassergräben und hohe Türme geschützt war, sondern eher an ein Steinhaus, wie es zum Beispiel noch heute in Bunderhee zu finden ist. Der Adelssitz der Aldersna befand sich südlich der heutigen Norder Parkstraße und zwar dort, wo sie in die Norddeicher Straße einmündet. Zu ihr gehörten umfangreiche Äcker und Weiden. Die Umgebung der Burg „war mit Häusern zahlreich besetzt“. Der Geschichtsschreiber Tileman Dothias Wiarda schreibt über diese Zeit des Burgenbaus: „Nunmehr nahm die Macht der Edelen in Ostfriesland allenthalben zu. Überall wurden feste Häuser erbauet; aber auch kaum waren sie errichtet, so lagen sie auch öfters schon wieder unter den Füßen.“ Ein Beleg in diesem Zusammenhang war für ihn das Schicksal der Aldersna-Burg. Diese wurde 1353 – nur wenige Jahrzehnte nach ihrer Errichtung „in einer Fehde mit den benachbarten Edelleuten erobert und geschleifet“. Ein Wiederaufbau fand nicht statt. Ubbo Emmius berichtete gegen Ende des 16. Jahrhunderts in seiner Friesischen Geschichte: „Den Ort und die Ruinen, mit Erde überschüttet, zeigt man noch heute.“ Während des Zweiten Weltkriegs (1939–1945) wurde auf dem ehemaligen Burggelände ein Luftschutzraum erbaut. Dabei stieß man auf „zum Teil sehr dicke Kellermauern“; man ließ sie unberührt und errichtete den unterirdischen Schutzraum innerhalb des historischen Gemäuers.